# Абдельсалам аль-Маджали
Абдельсалам аль-Маджали (араб. عبد السلام المجالي‎; 18 февраля 1925, Эль-Карак — 3 января 2023, Амман, Иордания) — премьер-министр Иордании с 29 мая 1993 по 7 января 1995 года и с 9 марта 1997 по 20 августа 1998 года.
Учёбу медицины на Университете Дамаска он в 1949 году окончил с дипломом по специальности отоларинголог. С 1953 по 1956 год работал по специальности в больнице иорданской армии. В 1969—1971 годах — министр здравоохранения Иордании. В 1973 году стал профессором на медицинском факультете Университета Иордании. В 1976—1979 годах — министр образования. С 1993 по 1995 год был премьер-министром и одновременно министром иностранных дел и обороны.
Во время его правления был подписан Израильско-иорданский мирный договор.

## Карьера
Маджали был директором медицинских служб Вооружённых сил Иордании с 1960 по 1969 год. Он также занимал посты министра здравоохранения (1969—1971), государственного министра по делам премьер-министра (1970—1971 и 1976—1979), а также пост министра образования (1976—1979).
Затем он был назначен президентом Иорданского университета (1971—1976 и 1980—1989). В 1973 году Абдельсалам аль-Маджали был назначен профессором медицины в Иорданском университете).
Абдельсалам аль-Маджали служил советником короля Хусейна с конца 1980-х годов. Маджали был премьер-министром с мая 1993 по январь 1995 года, в это время он подписал мирный договор между Израилем и Иорданией 1994 года. 5 января 1995 года он ушёл в отставку.
Вскоре он снова стал премьер-министром с 1997 по 1998 год, после чего был назначен в сенат Иордании. В январе 2003 года Маджали был назначен членом комитета покровителей англо-арабской организации.
С 2013 года Маджали являлся председателем Академии наук исламского мира.
Умер 3 января 2023 года в возрасте 97 лет.